# Valeria Bufanuová
Valeria Bufanuová, rozená Ștefănescuová (* 7. října 1946 Bacău), je bývalá rumunská atletka, která startovala hlavně na překážkách a ve sprintu. V letech 1967 až 1971 vyhrála národní mistrovství na 100 metrů překážek pětkrát za sebou. Kromě toho v roce 1969 získala zlaté medaile na 400 metrů překážek a v letech 1970 a 1971 100 metrů překážek.